# Seigneurie de Pokemouche
Pour les articles homonymes, voir Pokemouche (homonymie).
La seigneurie de Pokemouche était une seigneurie de l'Acadie, en Nouvelle-France.
Une première concession, et non une seigneurie, est accordée le 3 août 1689 à Michel Degrez,. Celle concession mesure une lieue de largeur et une lieue de profondeur dans la vallée de la rivière Pokemouche. Son territoire comprend donc une partie du village moderne d'Inkerman et peut-être de Pokemouche et Évangéline.
Probablement à cause de son abandon des lieux et de sa dette de 200 livres à Philippe Énault, le Conseil souverain donne, le 17 août 1693, la concession de Degrez à Énault, la transformant en seigneurie et lui ajoutant trois lieues de profondeur et trois lieues de largeur de chaque côté de la vallée. Ce territoire est donc approximativement délimité par le site de Caraquet à l'ouest, de Shippagan au nord et de Tracadie-Sheila au sud. La concession est confirmée le 15 avril 1694. Énault ne s'établit pas sur les lieux et d'autres marchands en profitent pour chasser sur ses terres. Il porte plainte au Conseil souverain et obtient gain de cause le 30 août 1705 contre le directeur général de la Compagnie de Mont-Louis, Jean de Clarmont.
À la mort d'Énault, survenue après 1708, ses enfants abandonnent ses terres pour aller vivre chez les Micmacs; les droits sur ces terres deviennent périmés avec le temps.
Michel Degrez et la seigneurie sont mentionnés dans le recueil de poésie La terre tressée, de Claude Le Bouthillier.